# Booty Luv
Booty Luv ist ein englisches Vocal-House-Duo, bestehend aus Nadia Shepherd und Cherise Roberts (* 16. Dezember 1982), die auch bei der R&B-Gruppierung Big Brovaz singen.

## Bandgeschichte
Ihre Debüt-Single Boogie 2Nite ist eine bei Hed Kandi erschienene Coverversion des gleichnamigen Tweet-Songs und war ihr bisher größter Erfolg mit Platz 2 in den UK Top 40. Auch ihre zweite Single, Shine, ist ein Cover, diesmal von Luther Vandross; sie erreichte ebenfalls die Top Ten der britischen Charts. Die dritte Single Don’t Mess with My Man wurde im August 2007 in Großbritannien veröffentlicht und ist ein Cover von der R&B-Band Lucy Pearl aus dem Jahr 2000. Eine Woche später veröffentlichte das Duo ihr erstes Album namens Boogie 2nite. Es erreichte Platz 11 der britischen Charts. Die letzte Single Some Kinda Rush kam an Heiligabend 2007 auf den Markt und belegte Platz 19.

## Diskografie

### Alben
- Boogie 2Nite (2007)

### Singles
- Boogie 2nite (2006)
- Shine (2007)
- Don’t Mess with My Man (2007)
- Some Kinda Rush (2007)
- Dance Dance (2008)
- Say It (2009)
- Black Widow (2013)